# Domenico Morichini

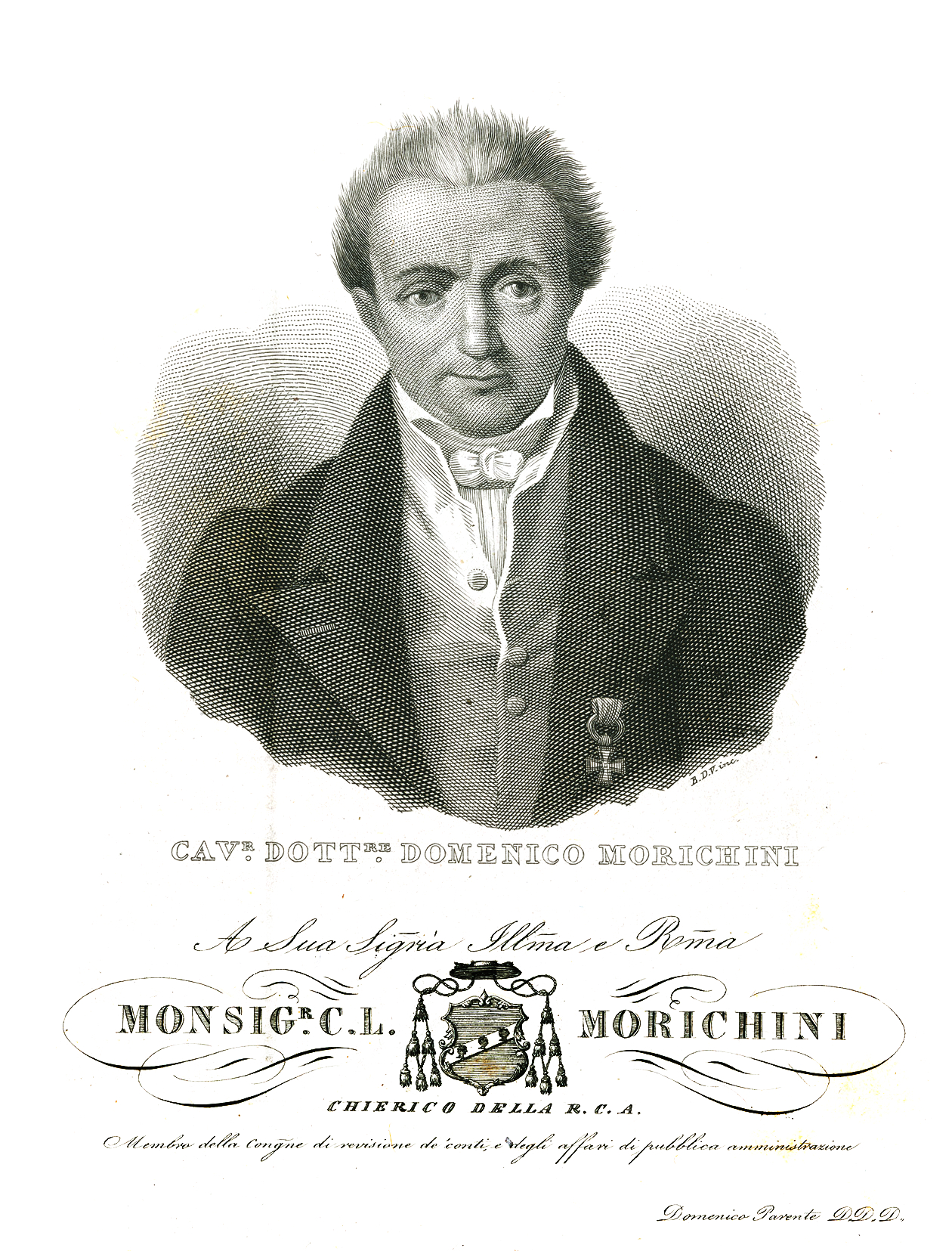

Domenico Morichini (* 22. September 1773 in Civita d’Antino; † 19. November 1836 in Rom) war ein italienischer Arzt und Professor der Chemie an der Universität La Sapienza in Rom. Bekannt wurde er als „Entdecker des Fluors in Zähnen“.

## Leben
Domenico Morichini wurde am 22. September 1773, bzw. 23. September 1773 oder 23. September 1775 (?) als Sohn von Anselmo Morichini und Matilde Moratti in einem kleinen Dorf in den Abruzzen geboren, studierte im Seminarium in Sora und im Collegium Tuziano Griechisch, Latein, Mathematik, Physik und Philosophie und absolvierte im Alter von 15 Jahren bei einem Verwandten, der Priester war, einen medizinischen Kurs. In der Praxis übte er unter dem Arzt Buccioletti, erhielt dann eine Stelle als ärztlicher Assistent im Hospital Santo Spirito in Sassia, wo er seine ärztliche Ausbildung abschloss. Mit 24 Jahren wurde er Professor für Chemie an der Universität La Sapienza in Rom, von wo aus er intensive Kontakte mit Kollegen wie Antoine-Laurent de Lavoisier, Joseph Louis Gay-Lussac, Georges Cuvier und Humphry Davy pflegte. Mit seiner Entdeckung der „magnetisierenden Kraft des äussersten Randes am violetten Lichtstrahle“ zeigte er die Verwandtschaft zwischen Licht und Magnetismus. Zu seinen bekanntesten Entdeckungen gehört das Vorkommen von Fluor in Zähnen, zugleich der erste Nachweis von Fluor in einem tierischen Gewebe, wobei zur Zeit dieser Entdeckung man nichts von der Existenz eines chemischen Elements namens „Fluor“ wusste, noch der Begriff „Fluoride“ für die Salze des Elements in Gebrauch war. Mit Hilfe des Glasätztests wies er in einem fossilen Backenzahn und danach auch in Zähnen menschlicher Zeitgenossen neben Calciumphosphat die „acido fluorico“ (Flusssäure) nach, die er als „fluato di calce“ (Kalkfluat, später Calciumfluorid benannt) gebunden vermutete. Über die chemische Zusammensetzung der Flusssäure war bis dahin nichts bekannt, da sie aber wieder einmal zusammen mit Phosphorsäure an eine gemeinsame „Basis“ (Calcium) gebunden vorgefunden wurde, schloss sich Morichini der Hypothese von Bertrand Pelletier und Louis Donadei an, dass sie durch eine irgendwie geartete Umwandlung („Transmutation“) aus der Phosphorsäure entstehe. Seine Entdeckung, so meinte er, verdiene Aufmerksamkeit, weil sich daraus vielleicht einmal Erkenntnisse über die Zahngesundheit ableiten ließen. Mit seinen Ausführungen machte Morichini schon früh die Fluor-Chemie medizinisch/biologisch relevant, lenkte den Fokus der Fluorforscher auf die Zähne und eröffnete eine kontroverse Diskussion, die 1807 durch Jöns Jakob Berzelius erst einmal zugunsten Morichinis entschieden wurde, in den 1830er Jahren aber erneut aufflammte und gegen Ende des 19. Jahrhunderts bereits als „fast ein Kampf“ bezeichnet wurde.
An den schweren Folgen eines Schlaganfalls litt er vier Jahre lang bis zu seinem Tod am 19. November 1836. An seinem Sterbebett waren seine Ehefrau Cecilia Calidi und sieben Kinder versammelt.